# Muppets (film)
A The Muppets 2011-es amerikai filmvígjáték, amelyet James Bobin rendezett. Írói Jason Segel és Nicholas Stoller. Ez a hetedik film a The Muppets-franchise alapján. A főszerepben Segel, Amy Adams, Chris Cooper, és Rashida Jones láthatóak, a Muppet-figurákat pedig Steve Whitmire, Eric Jacobson, Dave Goelz, Bill Barretta, David Rudman, Matt Vogel és Peter Linz játsszák. A filmzenét Christophe Beck szerezte.
A Walt Disney Pictures 2008 márciusában jelentette be a filmet. Bobin 2010 januárjában került a rendezői székbe, ezen év októberében pedig a mellékszereplőket is felfogadták. A forgatás 2010 szeptemberében kezdődött. Ez volt az első Muppets-film, amelyben nem szerepelt Frank Oz és Jerry Nelson. Helyettük Jacobson és Vogel szerepeltek a filmben.
A film a Savannah Film Festivalon mutatkozott be, és 2011. november 23.-án mutatták be Amerikában. A film folytatása 2014. március 21.-én készült el, Muppets krimi: Körözés alatt címmel.

## Cselekmény
A film főszereplője Walter, egy megszállott Muppet-rajongó, aki testvérével, Gary-vel és barátnőjével, Mary-vel együtt segít Brekinek újra összehozni az időközben feloszlott Muppet-eket, hogy együtt összegyűjtsenek 10 millió dollárt a Muppet Színház megmentése érdekében. Tex Richman vállalkozó ugyanis le akarja bontani a színházat, hogy olajat keressen.

## Szereplők

### Élőszereplős karakterek
| Szereplő             | Színész             | Magyar hang         |
| -------------------- | ------------------- | ------------------- |
| Gary                 | Jason Segel         | Pál Tamás           |
| Mary                 | Amy Adams           | Vágó Bernadett      |
| Stexes Tex           | Chris Cooper        | Dörner György       |
| Veronica             | Rashida Jones       | Pikali Gerda        |
| Idegenvezető         | Alan Arkin          | Szokolay Ottó       |
| Hobo Joe             | Zach Galifianakis   | Scherer Péter       |
| Házigazda            | Ken Jeong           | Szokol Péter        |
| Walter emberként     | Jim Parsons         |                     |
| Postás               | Eddie Pepitone      |                     |
| Moderátor            | Kristen Schaal      | Kokas Piroska       |
| Vendéglős            | Sarah Silverman     | Mezei Kitty         |
| TV producer          | Eddie Sotelo        | Seszták Szabolcs    |
| Idős ázsiai férfi    | Raymond Ma          |                     |
| Idős ázsiai nő       | Shu Lan Tuan        |                     |
| Junior CDE producer  | Donald Glover       |                     |
| TV producer #2       | Michael Albala      |                     |
| Miss Röfi recepciósa | Emily Blunt         | Solecki Janka       |
| Önmaga               | James Carville      |                     |
| Önmaga               | Whoopi Goldberg     | Martin Márta        |
| Önmaga               | Selena Gomez        | Bogdányi Titanilla  |
| Önmaga               | Neil Patrick Harris | Markovics Tamás     |
| Önmaga               | Judd Hirsch         |                     |
| Önmaga               | John Krasinski      |                     |
| Önmaga               | Rico Rodriguez      |                     |
| Kisváros lakó        | Mickey Rooney       |                     |
| Önmaga               | Jack Black          | Kálloy Molnár Péter |
| Nagypapa             | Bill Cobbs          |                     |

### Muppetek / Bábok
| Szereplő            | Eredeti Hang   | Magyar Hang      |
| ------------------- | -------------- | ---------------- |
| Walter              | Peter Linz     | Arany Tamás      |
| Breki               | Steve Whitmire | Lippai László    |
| Statler             | Steve Whitmire | Reviczky Gábor   |
| Waldorf             | Dave Goelz     | Balázs Péter     |
| Gonzo               | Dave Goelz     | Bartucz Attila   |
| Dr. Bunsen Honeydew | Dave Goelz     | Tarján Péter     |
| Topi Maci           | Eric Jacobson  | Szombathy Gyula  |
| Miss Röfi           | Eric Jacobson  | Minárovits Péter |
| Balfék              | Eric Jacobson  | Seder Gábor      |
| Váú                 | Bill Barretta  | Faragó András    |
| Dr. Fog             | Bill Barretta  |                  |
| Pepe                | Bill Barretta  | Galambos Péter   |
| Scooter             | David Rudman   | Szente Vajk      |
| Janice              | David Rudman   |                  |
| Miss Poogy          | David Rudman   | Bognár Tamás     |
| Wayne               | David Rudman   |                  |
| Camilla             | Matt Vogel     |                  |
| Retro Robot         | Matt Vogel     | Rajkai Zoltán    |
| Haláli              | Matt Vogel     | Tahi Tóth László |
| Bobo                | Matt Vogel     | Dózsa Zoltán     |
| Híbemondó (hang)    | Bill Barretta  | Forgács Gábor    |

### A magyar változat munkatársai[8]
- Magyar szöveg: Boros Karina
- Szinkronrendező: Dobay Brigitta
- Szinkron stúdió: SDI Media Hungary

## Fogadtatás
A film pozitív kritikákban részesült. A Rotten Tomatoes honlapján 95%-os értékelést szerzett, 228 kritika alapján, és 7.93 pontot szerzett a tízből. A Metacritic oldalán 75 pontot szerzett a százból, 37 kritika alapján. A CinemaScore oldalán "kitűnő" minősítést szerzett.
Roger Ebert három csillaggal értékelte a maximális négyből. A The Hollywood Reporter kritikusa, Todd McCarthy dicsérte a filmet, illetve Alonso Duralde, a The Wrap kritikusa is pozitívan nyilatkozott róla. Továbbá a Los Angeles Times és az Entertainment Weekly is dicsérték a filmet, pozitívan nyilatkoztak az önironikus humorról, Segel és Adams szerepeiről, illetve a cameo szereplőkről.